# Clos Lucé
Clos Lucé (Château de Clous) – pałac w Amboise w dolinie Loary, zbudowany w 1471 roku.
Od 1490 należał do króla Karola VIII, który przeznaczył go na rezydencję dla swej żony, Anny Bretońskiej. Kolejnym mieszkańcem był Franciszek I.
Latem lub jesienią 1516 roku na zaproszenie Franciszka I do zamku przybył Leonardo da Vinci wraz ze swoim uczniem Francesco Melzim. Leonardo przywiózł ze sobą trzy obrazy: Mona Lisę, Świętą Annę Samotrzecią i Jana Chrzciciela. Na jednej z notatek zamek został uwieczniony przez Leonarda. W Clos Lucé Leonardo spędził ostatnie 3 lata życia, pracując dla króla Francji. Tam też zmarł 2 maja 1519.
Obecnie w pałacu mieści się muzeum.